# Dichaetophora tridens
Dichaetophora tridens är en tvåvingeart som först beskrevs av Toyohi Okada 1984.  Dichaetophora tridens ingår i släktet Dichaetophora och familjen daggflugor.
Artens utbredningsområde är Singapore. Inga underarter finns listade i Catalogue of Life.